# Jackie's Back
Jackie's Back es una película de TV dirigida por Robert Townsend. Éste telefilme fue emitido por primera vez el 14 de junio de 1999 por la cadena estadounidense Lifetime. 

## Argumento
Presentada como un documental,Jackie's Back relata la vida y trayectoria de Jackie Washington (Jenifer Lewis), una diva que triunfó en las décadas de 1960 y 1970. Luego de años ella decide ,junto al cineasta Edward Whatsett (Tim Curry),filmar y documentar su regreso a los escenarios en un espectacular concierto. En la película numerosas celebridades realizan apariciones a modo de "cameo" .

## Protagonistas
- Jenifer Lewis como Jackie Washington.
- Tangie Ambrose como  Shaniqua Summers Wells.
- Loretta Devine como Snookie Tate.
- Tim Curry como Edward Whatsett.
- Whoopi Goldberg como una enfermera.
- Tom Arnold como Marvin Pritz.
- David Hyde Pierce como Perry.

### Cameos
- Patti Austin
- Charles Barkley
- Diahann Carroll
- Eddie Cibrian
- Jackie Collins
- Don Cornelius
- Taylor Dayne
- Melissa Etheridge
- Kathy Griffin
- Sean Hayes
- Ricki Lake
- Howie Mandel
- Camryn Manheim
- Penny Marshall
- Bette Midler
- Liza Minnelli
- Rosie O'Donnell
- Dolly Parton
- Donna Pescow
- Chris Rock
- Eva Marie Saint
- Grace Slick
- Robert Townsend
- Bruce Vilanch